# Елвуд (Іллінойс)
Елвуд (англ. Elwood) — селище (англ. village) в США, в окрузі Вілл штату Іллінойс. Населення — 2229 осіб (2020).

## Географія
Елвуд розташований за координатами 41°24′26″ пн. ш. 88°7′38″ зх. д. / 41.40722° пн. ш. 88.12722° зх. д. (41.407090, -88.127314).  За даними Бюро перепису населення США в 2010 році селище мало площу 16,91 км², уся площа — суходіл.

## Демографія
Згідно з переписом 2010 року, у селищі мешкало 2279 осіб у 880 домогосподарствах у складі 630 родин. Густота населення становила 135 осіб/км².  Було 924 помешкання (55/км²).
Расовий склад населення:
| - 94,9 % — білих - 1,5 % — чорних або афроамериканців - 0,5 % — азіатів - 0,1 % — корінних американців - 2,2 % — осіб інших рас |

До двох чи більше рас належало 0,8 %. Частка іспаномовних становила 6,3 % від усіх жителів.
За віковим діапазоном населення розподілялося таким чином: 25,5 % — особи молодші 18 років, 59,1 % — особи у віці 18—64 років, 15,4 % — особи у віці 65 років та старші. Медіана віку мешканця становила 37,8 року. На 100 осіб жіночої статі у селищі припадало 96,8 чоловіків;  на 100 жінок у віці від 18 років та старших — 92,4 чоловіків також старших 18 років.
Середній дохід на одне домашнє господарство  становив 72 926 доларів США (медіана — 58 542), а середній дохід на одну сім'ю — 76 644 долари (медіана — 62 390). Медіана доходів становила 71 563 долари для чоловіків та 49 417 доларів для жінок. За межею бідності перебувало 16,2 % осіб, у тому числі 31,0 % дітей у віці до 18 років та 2,3 % осіб у віці 65 років та старших.
Цивільне працевлаштоване населення становило 897 осіб. Основні галузі зайнятості: освіта, охорона здоров'я та соціальна допомога — 24,3 %, виробництво — 15,4 %, науковці, спеціалісти, менеджери — 9,3 %, роздрібна торгівля — 8,6 %.